# Cleome circassica
Cleome circassica là một loài thực vật có hoa trong họ Màng màng. Loài này được Tzvelev mô tả khoa học đầu tiên năm 1963.